# Соня (королева Норвегии)
Короле́ва Со́ня, урождённая Со́ня Ха́ральдсен (норв. Sonja Haraldsen; род. 4 июля 1937[…], Осло, Норвегия) — королева Норвегии с 17 января 1991, супруга короля Харальда V.

## Биография
Дочь Карла Огаста Харальдсена и его жены Дагни Ульрихсен. Кронпринц Харальд и Соня тайно встречались в течение девяти лет из-за возражений против её «некоролевского» статуса. После того как наследник выразил твёрдое намерение отказаться от права на престол, если не сможет жениться на ней, его отец, Улаф V, проконсультировался с правительством. В результате пара сыграла свадьбу 29 августа 1968 года в Осло. У Сони и Харальда двое детей: принцесса Марта Луиза и кронпринц Хокон.
После смерти свёкра, короля Улафа V, 17 января 1991 года, в возрасте 53 лет, Соня стала королевой Норвегии. Норвегия впервые обрела королеву после кончины бабушки Харальда, королевы Мод, случившейся в 1938 году (мать Харальда, кронпринцесса Марта Шведская, умерла ещё до того, как её муж Улаф V вступил на престол). В 1994 году королева Соня открывала VI Зимние Паралимпийские игры.
В 2005 году королева Соня стала первой королевой, посетившей Антарктиду. Она открыла норвежскую антарктическую станцию Тролл на Земле Королевы Мод. Королева прилетела на одном из транспортных самолётов Королевских норвежских воздушных сил, приземлившихся на лётном поле станции.
В 2017, на праздновании 80-летия, открыла Галерею в конюшне королевы Сони.

## Награды
- Норвегия — Большой крест на цепи ордена святого Олафа
- Норвегия — Большой крест ордена Заслуг
- Норвегия — Медаль Столетия Норвежского королевского дома
- Норвегия — Медаль 100-летия со дня рождения Хокона VII
- Норвегия — Медаль в память Олафа V 30 января 1991 года
- Норвегия — Юбилейная медаль Олафа V 1957—1982
- Норвегия — Медаль 100-летия со дня рождения Олафа V
- Норвегия — Орден королевского дома Олафа V
- Норвегия — Орден королевского дома Харальда V
- Норвегия — Почётный знак норвежского Красного Креста
- Норвегия — Медаль Нансена (1982)
- Норвегия — Золотой почётный знак военного общества Осло
- Австрия — Большая звезда Почёта перед Австрийской Республикой
- Аргентина — Большой крест ордена Мая
- Бельгия — Большой крест ордена Леопольда I
- Бразилия — Большой крест ордена Южного Креста
- Болгария — Орден «Стара планина» с лентой
- Дания — Дама ордена Слона[3]
- Эстония — Орден Креста Земли Марии 1-го класса (24 августа 1998 года)[4]
- Эстония — Орден Белой звезды 1-го класса (26 августа 2014 года)[5]
- Финляндия — Большой крест ордена Белой розы
- Франция — Большой крест национального ордена Заслуг
- Германия — Большой крест специальной степени ордена «За заслуги перед Федеративной Республикой Германия»
- Греция — Большой крест ордена Спасителя
- Венгрия — Большой крест ордена Заслуг
- Золотой олимпийский орден (МОК)
- Исландия — Большой крест ордена Сокола
- Италия — Большой крест ордена «За заслуги перед Итальянской Республикой»
- Япония — Дама ордена Драгоценной короны 1-го класса
- Иордания — Большая звезда ордена Возрождения
- Латвия — Большой крест ордена Трёх звёзд[6]
- Латвия — Крест Признания 1 класса[7]
- Литва — Большой крест ордена Витаутаса Великого[8]
- Люксембург — Большой крест ордена Адольфа Нассау
- Люксембург — Большой крест ордена Золотого льва Нассау
- Нидерланды — Большой крест ордена Нидерландского льва
- Нидерланды — Большой крест ордена Короны
- Нидерланды — Медаль в честь коронации королевы Беатрикс
- Польша — Орден Белого орла
- Португалия — Большой крест ордена Христа[9]
- Португалия — Большой крест на цепи ордена Инфанта дона Энрике[9]
- Португалия — Большой крест ордена Заслуг[9]
- Республика Корея — Орден «За дипломатические заслуги» 1 класса
- Испания — Большой крест ордена Карлоса III[10]
- Испания — Большой крест ордена Изабеллы Католички[11]
- Швеция — Дама ордена Серафимов
- Швеция — Медаль 50-летия короля Швеции Карла XVI Густава (1996)[12]
- Швеция — Юбилейная медаль короля Швеции Карла XVI Густава (2013)
- Швеция — Юбилейная короля Швеции Карла XVI Густава (2023)
- Словакия — Орден Двойного белого креста 2 класса (26 октября 2010 года)[13]
- Словения — Орден «За исключительные заслуги» (2011 год)
- Хорватия — Орден Королевы Елены (2011 год)[14]
- Чили — Большой крест ордена Заслуг